# Morti nel 1262
| Questa pagina contiene informazioni ricavate automaticamente dalle voci biografiche con l'ausilio del template Bio e di un bot. L'aggiornamento è periodico e automatico e ricostruisce completamente la pagina. Se manca una persona in questa lista, sei pregato di non aggiungerla, ma accertati piuttosto che la sua voce biografica contenga il template Bio e che i dati anagrafici siano correttamente compilati. Se il template Bio manca, inseriscilo tu stesso o, in alternativa, metti l'avviso {{tmp\|Bio}} che ne segnala la mancanza. Se i dati riportati sono sbagliati, correggi direttamente la voce biografica; le modifiche saranno visibili in questa lista entro pochi giorni. Per chiarimenti vedi il progetto biografie. La lista contiene solo le 19 persone che sono citate nell'enciclopedia e per le quali è stato implementato correttamente il template Bio. Pagina aggiornata al 10 ago 2025. |

- 1º gennaio - Buonfiglio dei Monaldi, religioso e santo italiano
- 1º marzo - Riccardo di Montecassino, cardinale italiano
- 12 aprile - Roberto II delfino d'Alvernia, nobile francese
- 23 aprile - Egidio d'Assisi, francescano italiano
- 14 luglio - Riccardo di Clare, VI conte di Gloucester, nobile britannico (n. 1222)
- 1º settembre - Giuliana di Collalto, monaca cristiana italiana
- Tegghiaio Aldobrandi, politico italiano (n. 1195)
- Costantino di Barbaron, nobile armeno
- Beatrice II d'Este, nobildonna italiana
- Filippo, vescovo cattolico italiano
- María Guillén de Guzmán, nobile spagnola (n. 1205)
- Abu Ali Hasan al-Marrakushi, astronomo marocchino
- Kamal al-Din ibn al-Adim, storico siriano (n. 1192)
- Rostislav Michajlovič, nobile russo
- Nicolò, vescovo cattolico italiano
- Cristina di Norvegia, principessa norvegese (n. 1234)
- Sancha d'Aragona, principessa (n. 1246)
- Angelo Sanudo, condottiero latino
- Matilde II di Borbone, contessa (n. 1234)